# Liste der Stolpersteine in Münstermaifeld
Die Liste der Stolpersteine in Münstermaifeld enthält die Stolpersteine, die im Rahmen des gleichnamigen Kunst-Projekts von Gunter Demnig in Münstermaifeld verlegt wurden. Mit ihnen soll an die Opfer des Nationalsozialismus erinnert werden, die in Münstermaifeld lebten und wirkten.
Die letzte Verlegung fand am 19. September 2021 statt.

## Liste der Stolpersteine
| Name                | Adresse                | Bild | Inschrift | Verlegedatum  | Biografie und Anmerkungen |
| ------------------- | ---------------------- | --- | --- | ------------- | ------------------------- |
| Boleslaw Stachowiak | Alter Weg 4 (Mörz) ·   | Bild gesucht Der Benutzer GeorgDerReisende ( Diskussion ) wünscht sich an dieser Stelle ein Bild vom Ort mit diesen Koordinaten 50.253534 7.394314 . Motiv: Alter Weg 4: Stolperstein für Boleslaw Stachowiak, die Lage und das Haus Falls du dabei helfen möchtest, erklärt die Anleitung , wie das geht. BW         | Hier arbeitete Boleslaw Stachowiak Jg. 1914 polnischer Zwangsarbeiter verhaftet 3.2.1942 'verbotener Umgang' gehängt 8.8.1942 Auf der Hölle | 19. Sep. 2021 |                           |
| Siegfried Diewald   | Bornstraße 3 ·         | Bild gesucht Der Benutzer GeorgDerReisende ( Diskussion ) wünscht sich an dieser Stelle ein Bild vom Ort mit diesen Koordinaten 50.246641 7.361539 . Motiv: Bornstraße 3: Stolpersteine für Familie Siegfried Diewald, die Lage und das Haus Falls du dabei helfen möchtest, erklärt die Anleitung , wie das geht. BW | Hier wohnte Siegfried Diewald Jg. 1876 deportiert 1942 Schicksal unbekannt                                                                  | 27. Juni 2019 |                           |
| Moritz Diewald      | Bornstraße 3 ·         | Bild gesucht Die Wikipedia wünscht sich an dieser Stelle ein Bild vom hier behandelten Ort. Falls du dabei helfen möchtest, erklärt die Anleitung , wie das geht. BW | Hier wohnte Moritz Diewald Jg. 1881 verhaftet 21.8.1940 Sachsenhausen 1940 Dachau ermordet 13.2.1941                                        | 27. Juni 2019 |                           |
| Selma Diewald       | Bornstraße 3 ·         | Bild gesucht Die Wikipedia wünscht sich an dieser Stelle ein Bild vom hier behandelten Ort. Falls du dabei helfen möchtest, erklärt die Anleitung , wie das geht. BW | Hier wohnte Selma Diewald geb. Wartensleben Jg. 1890 deportiert 1942 ermordet in Auschwitz                                                  | 27. Juni 2019 |                           |
| Hilde Diewald       | Bornstraße 3 ·         | Bild gesucht Die Wikipedia wünscht sich an dieser Stelle ein Bild vom hier behandelten Ort. Falls du dabei helfen möchtest, erklärt die Anleitung , wie das geht. BW | Hier wohnte Hilde Diewald verh. Loewenstein Jg. 1920 deportiert 1942 Schicksal unbekannt                                                    | 27. Juni 2019 |                           |
| Egon Diewald        | Bornstraße 3 ·         | Bild gesucht Die Wikipedia wünscht sich an dieser Stelle ein Bild vom hier behandelten Ort. Falls du dabei helfen möchtest, erklärt die Anleitung , wie das geht. BW | Hier wohnte Egon Diewald Jg. 1923 Umzug nach Ober-Ramstadt tot 27.2.1939                                                                    | 27. Juni 2019 |                           |
| Josef Diewald       | Frankenstraße 13 ·     | Bild gesucht Der Benutzer GeorgDerReisende ( Diskussion ) wünscht sich an dieser Stelle ein Bild vom Ort mit diesen Koordinaten 50.247535 7.365354 . Motiv: Frankenstraße 13: Stolpersteine für Familie Josef Diewald, die Lage und das Haus Falls du dabei helfen möchtest, erklärt die Anleitung , wie das geht. BW | Hier wohnte Josef Diewald Jg. 1897 'Schutzhaft' 1938 Dachau verhaftet 7.3.1941 Dachau ermordet 11.5.1941                                    | 27. Juni 2019 |                           |
| Setta Diewald       | Frankenstraße 13 ·     | Bild gesucht Die Wikipedia wünscht sich an dieser Stelle ein Bild vom hier behandelten Ort. Falls du dabei helfen möchtest, erklärt die Anleitung , wie das geht. BW | Hier wohnte Setta Diewald geb. Hartmann Jg. 1863 deportiert 1942 Theresienstadt ermordet 8.8.1942                                           | 27. Juni 2019 |                           |
| Friedrich Diewald   | Frankenstraße 13 ·     | Bild gesucht Die Wikipedia wünscht sich an dieser Stelle ein Bild vom hier behandelten Ort. Falls du dabei helfen möchtest, erklärt die Anleitung , wie das geht. BW | Hier wohnte Friedrich Diewald Jg. 1898 Flucht 1937 Luxemburg versteckt gelebt überlebt                                                      | 27. Juni 2019 |                           |
| Jannchen Wolf       | Pilligertorstraße 10 · | Bild gesucht Der Benutzer GeorgDerReisende ( Diskussion ) wünscht sich an dieser Stelle ein Bild vom Ort mit diesen Koordinaten 50.245422 7.360436 . Motiv: Pilligertorstraße 10: Stolpersteine für Familie Kaufmann, die Lage und das Haus Falls du dabei helfen möchtest, erklärt die Anleitung , wie das geht. BW  | Hier wohnte Jannchen Wolf ... | 27. Juni 2019 |                           |
| Alex Kaufmann       | Pilligertorstraße 10 · | Bild gesucht Die Wikipedia wünscht sich an dieser Stelle ein Bild vom hier behandelten Ort. Falls du dabei helfen möchtest, erklärt die Anleitung , wie das geht. BW | Hier wohnte Alex Kaufmann Jg. 1887 verhaftet 21.8.1940 Sachsenhausen Ravensbrück 'verlegt' März 1942 Bernburg ermordet am Tag der Ankunft   | 27. Juni 2019 |                           |
| Berta Kaufmann      | Pilligertorstraße 10 · | Bild gesucht Die Wikipedia wünscht sich an dieser Stelle ein Bild vom hier behandelten Ort. Falls du dabei helfen möchtest, erklärt die Anleitung , wie das geht. BW | Hier wohnte Berta Kaufmann geb. Wolf Jg. 1891 deportiert 1942 Schicksal unbekannt                                                           | 27. Juni 2019 |                           |
| Siegfried Kaufmann  | Pilligertorstraße 10 · | Bild gesucht Die Wikipedia wünscht sich an dieser Stelle ein Bild vom hier behandelten Ort. Falls du dabei helfen möchtest, erklärt die Anleitung , wie das geht. BW | Hier wohnte Siegfried Kaufmann Jg. 1934 deportiert Schicksal unbekannt                                                                      | 27. Juni 2019 |                           |
| Lilli Kaufmann      | Pilligertorstraße 10 · | Bild gesucht Die Wikipedia wünscht sich an dieser Stelle ein Bild vom hier behandelten Ort. Falls du dabei helfen möchtest, erklärt die Anleitung , wie das geht. BW | Hier wohnte Lilli Kaufmann Jg. 1936 Schicksal unbekannt                                                                                     | 27. Juni 2019 |                           |